# Volnovaja
Volnovaja (en ucraniano: Волноваха; en ruso: Волноваха) es una ciudad ucraniana perteneciente al óblast de Donetsk. Situada en el sureste del país, sirve como centro administrativo del raión de Volnovaja y centro del municipio homónimo. Su población era de 23.164 en 2014.  
La ciudad se encuentra ocupada por Rusia desde el 12 de marzo de 2022, siendo administrada como parte de la de facto República Popular de Donetsk. El gobernador del óblast de Donetsk, Pavlo Kirilenko, declaró que Volnovaja había sido completamente destruida.

## Geografía
Volnovaja está situada en una de las zonas de mayor altura de las tierras altas de Azov (292 m), a 51 km al sudoeste de Donetsk.

### Clima
La ciudad está ubicada en una zona de clima templado. El mes más cálido es julio con una temperatura promedio de 21,7 °C y el mes más frío es enero, con una temperatura promedio de -6 °C.
| Parámetros climáticos promedio de Volnovaja (1981–2010) | Parámetros climáticos promedio de Volnovaja (1981–2010) | Parámetros climáticos promedio de Volnovaja (1981–2010) | Parámetros climáticos promedio de Volnovaja (1981–2010) | Parámetros climáticos promedio de Volnovaja (1981–2010) | Parámetros climáticos promedio de Volnovaja (1981–2010) | Parámetros climáticos promedio de Volnovaja (1981–2010) | Parámetros climáticos promedio de Volnovaja (1981–2010) | Parámetros climáticos promedio de Volnovaja (1981–2010) | Parámetros climáticos promedio de Volnovaja (1981–2010) | Parámetros climáticos promedio de Volnovaja (1981–2010) | Parámetros climáticos promedio de Volnovaja (1981–2010) | Parámetros climáticos promedio de Volnovaja (1981–2010) | Parámetros climáticos promedio de Volnovaja (1981–2010) |
| Mes                                                     | Ene.                                                    | Feb.                                                    | Mar.                                                    | Abr.                                                    | May.                                                    | Jun.                                                    | Jul.                                                    | Ago.                                                    | Sep.                                                    | Oct.                                                    | Nov.                                                    | Dic.                                                    | Anual                                                   |
| ------------------------------------------------------- | ------------------------------------------------------- | ------------------------------------------------------- | ------------------------------------------------------- | ------------------------------------------------------- | ------------------------------------------------------- | ------------------------------------------------------- | ------------------------------------------------------- | ------------------------------------------------------- | ------------------------------------------------------- | ------------------------------------------------------- | ------------------------------------------------------- | ------------------------------------------------------- | ------------------------------------------------------- |
| Temp. máx. media (°C)                                   | -1.2                                                    | -0.6                                                    | 5.3                                                     | 14.5                                                    | 21.1                                                    | 25.2                                                    | 27.8                                                    | 27.3                                                    | 21.1                                                    | 13.4                                                    | 4.9                                                     | -0.1                                                    | 13.2                                                    |
| Temp. media (°C)                                        | -4.0                                                    | -4.0                                                    | 1.1                                                     | 9.1                                                     | 15.4                                                    | 19.5                                                    | 21.9                                                    | 21.3                                                    | 16.4                                                    | 8.6                                                     | 1.6                                                     | -2.9                                                    | 8.6                                                     |
| Temp. mín. media (°C)                                   | -6.5                                                    | -6.8                                                    | -2.1                                                    | 4.7                                                     | 10.2                                                    | 14.5                                                    | 16.6                                                    | 16.0                                                    | 10.5                                                    | 4.8                                                     | -1.0                                                    | -5.3                                                    | 4.6                                                     |
| Precipitación total (mm)                                | 52.2                                                    | 44.0                                                    | 49.0                                                    | 45.0                                                    | 52.1                                                    | 65.4                                                    | 55.0                                                    | 45.8                                                    | 42.9                                                    | 35.4                                                    | 49.8                                                    | 53.8                                                    | 590.4                                                   |
| Días de precipitaciones (≥ 1.0 mm)                      | 9.9                                                     | 7.7                                                     | 8.8                                                     | 7.2                                                     | 7.3                                                     | 8.2                                                     | 6.6                                                     | 4.6                                                     | 5.4                                                     | 5.9                                                     | 8.1                                                     | 9.8                                                     | 89.5                                                    |
| Humedad relativa (%)                                    | 88.4                                                    | 85.4                                                    | 79.3                                                    | 66.3                                                    | 60.9                                                    | 63.6                                                    | 61.1                                                    | 57.9                                                    | 65.7                                                    | 75.6                                                    | 87.4                                                    | 89.7                                                    | 73.4                                                    |
| Fuente: World Meteorological Organization               |                                                         |                                                         |                                                         |                                                         |                                                         |                                                         |                                                         |                                                         |                                                         |                                                         |                                                         |                                                         |                                                         |

## Historia
El origen de Volnovaja lo encontramos en la fundación de una estación de la línea de ferrocarril en 1881. En 1895, se construyó una estación de tren en la estación, en 1896, un depósito de locomotoras, en 1900, se colocó una segunda vía entre Donetsk y Mariúpol a través de Volnovaja. En 1905, la estación se convirtió en un centro urbano y en 1908, se transfirió una escuela de capataces de artillería de Debáltsevo a Volnovaja (primera escuela en Rusia para la formación de capataces de artillería para la construcción de vías férreas). Su población aumentó lentamente ya que sólo contaba con 634 habitantes en 1915. 
Durante la guerra civil rusa, Volnovaja fue una base de artillería del Ejército Blanco. En octubre de 1919, hubo combates en los alrededores de Volnovaja entre el Ejército Blanco y el Ejército Negro, comandado por Néstor Majnó hasta la captura definitiva por parte de los soviéticos en 1920. Volnovaja se convierte en centro administrativo del raión en 1930 y recibe el estatus de ciudad en 1938.
El desarrollo de la plataforma ferroviaria favoreció la industrialización de la ciudad (industrias agroalimentarias). Diversas instituciones culturales, médicas y deportivas se construyen durante los años de 1930. La población de la ciudad alcanzaba los 15.300 habitantes en 1939. 
La ciudad es ocupada en la Segunda Guerra Mundial por la Alemania Nazi el 11 de octubre de 1941. Durante la guerra, la Unión Soviética informó de combates significativos en el área alrededor de Volnovaja durante agosto y septiembre de 1943. Varias unidades recibieron títulos honoríficos después de la batalla en la ciudad, liberada por el Ejército Rojo el 10 de septiembre de 1943.
Tras la guerra se desarrollaron las industrias agroalimentaria y de los materiales de construcción.
El 7 de julio de 2014, después de dos meses bajo el control de los prorrusos de la República Popular de Donetsk en la guerra del Dombás, la bandera ucraniana ondeó nuevamente sobre la administración de la ciudad. El 13 de enero de 2015, 12 civiles murieron y 18 resultaron heridos, después de un ataque a un autobús de pasajeros en un puesto de control en Buhas, un pueblo al noreste de Volnovaja. En octubre de 2015, durante la descomunización en Ucrania, se demolió un monumento a Lenin. El 13 de enero de 2017 se inauguró un monumento a los muertos en el ataque.
La ciudad vio intensos combates durante la invasión rusa de Ucrania de 2022. El 28 de febrero se informó que la ciudad estaba al borde de una crisis humanitaria y casi destruida. Para el 12 de marzo, el ejército ruso tomó la ciudad en la batalla de Volnovaja y como resultado de las hostilidades, la ciudad fue destruida casi por completo y los residentes locales fueron evacuados.

## Demografía
La evolución de la población de Volnovaja entre 1939 y 2021 fue la siguiente:
| 15 261                                                        | 20 199 | 24 427 | 25 411 | 26 371 | 24 647 | 23 991 | 23 442 | 23 164 | 21 678 |
| (Fuente: Cities & Towns of Ukraine y UKRAINE: Größere Städte) |        |        |        |        |        |        |        |        |        |

Según el censo de 2001, la mayoría de la población son ucranianos (75,1%) pero la ciudad cuenta también una minoría de rusos (20%). En cuanto a las lenguas, una pequeña mayoría habla ruso (56,3%) frente a los hablantes de ucraniano (42,45%). La ciudad tiene una gran población de griegos ucranianos, siendo el 0,38% de la población hablante de griego. 

## Economía
La mitad de los empleados de la ciudad trabajan en empresas de transporte ferroviario. Las principales empresas industriales son fábricas de materiales de construcción, hormigón asfáltico, lácteos, pan y derivados del pan.

## Infraestructura

### Transporte
La autopista H20 (Sláviansk-Mariúpol) y la T 0512 (Volnovaja—Boikivske) atraviesan la ciudad. La ciudad es un centro ferroviario en las líneas Mariúpol-Donetsk y Volnovaja-Komish-Zoria. 

## Galería

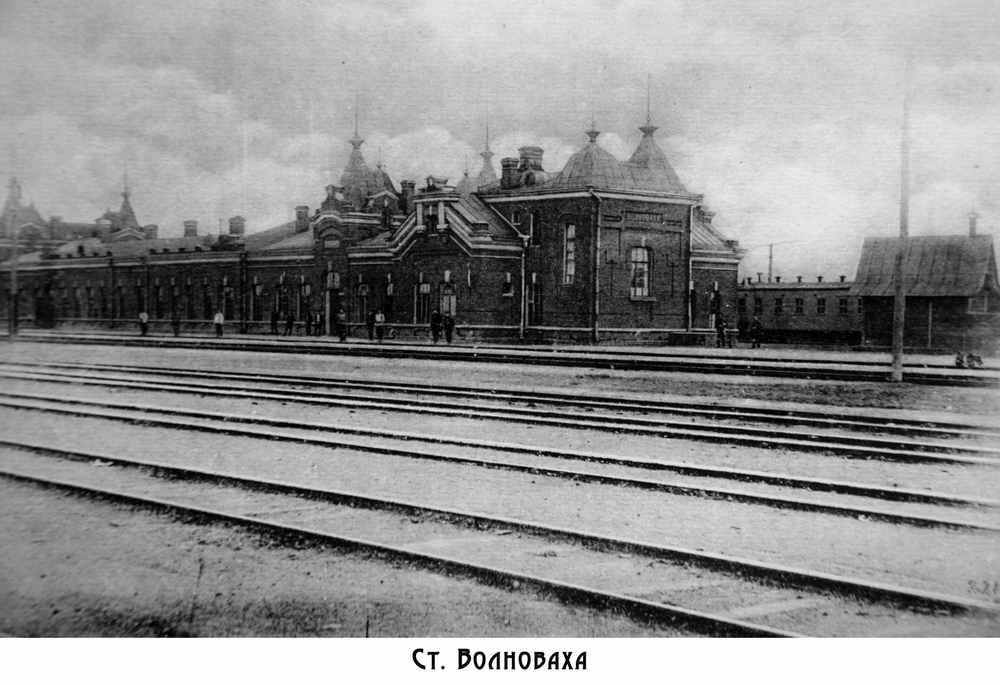
Estación de ferrocarril de Volnovaja (1909)
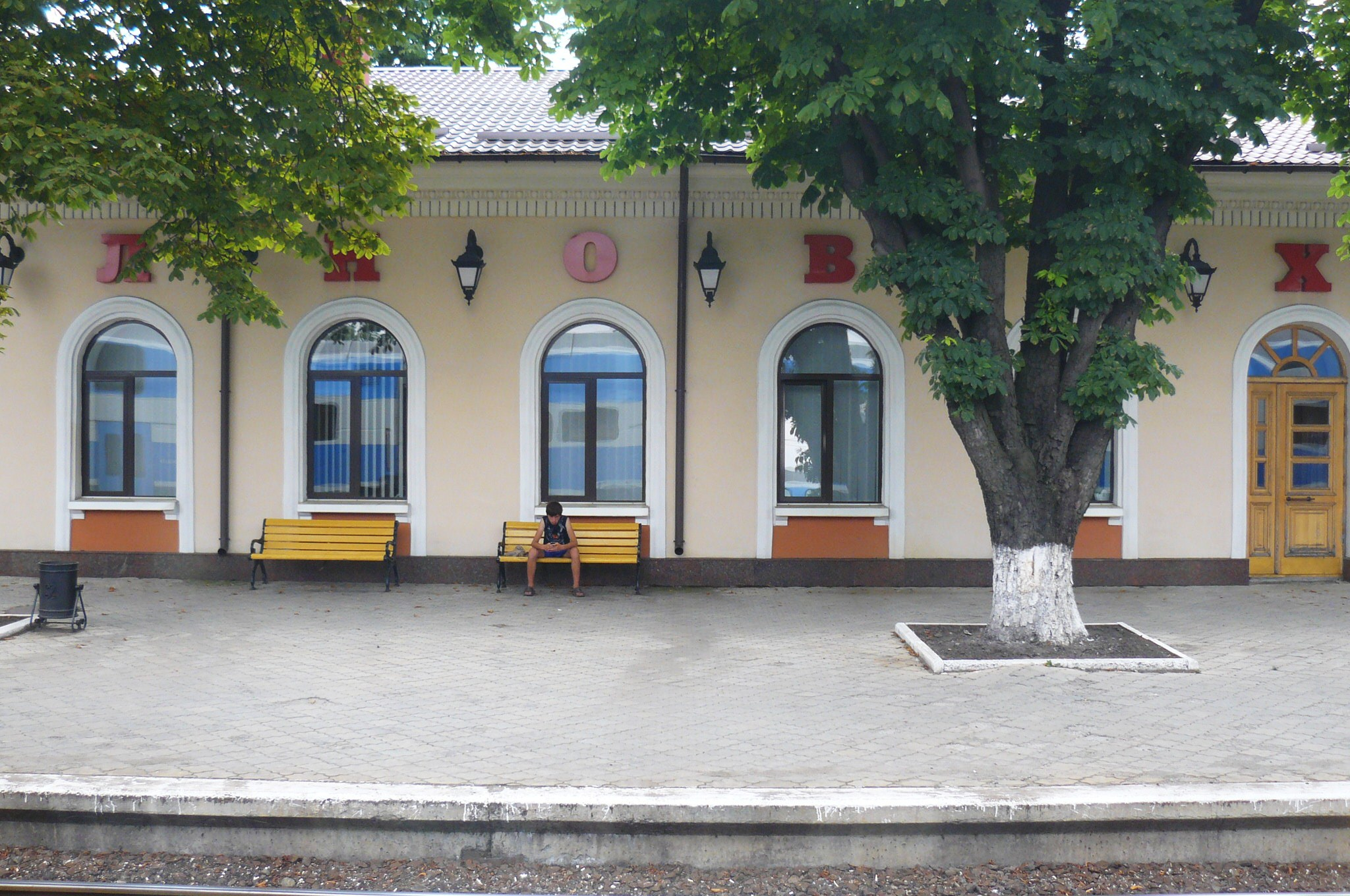
Estación de tren
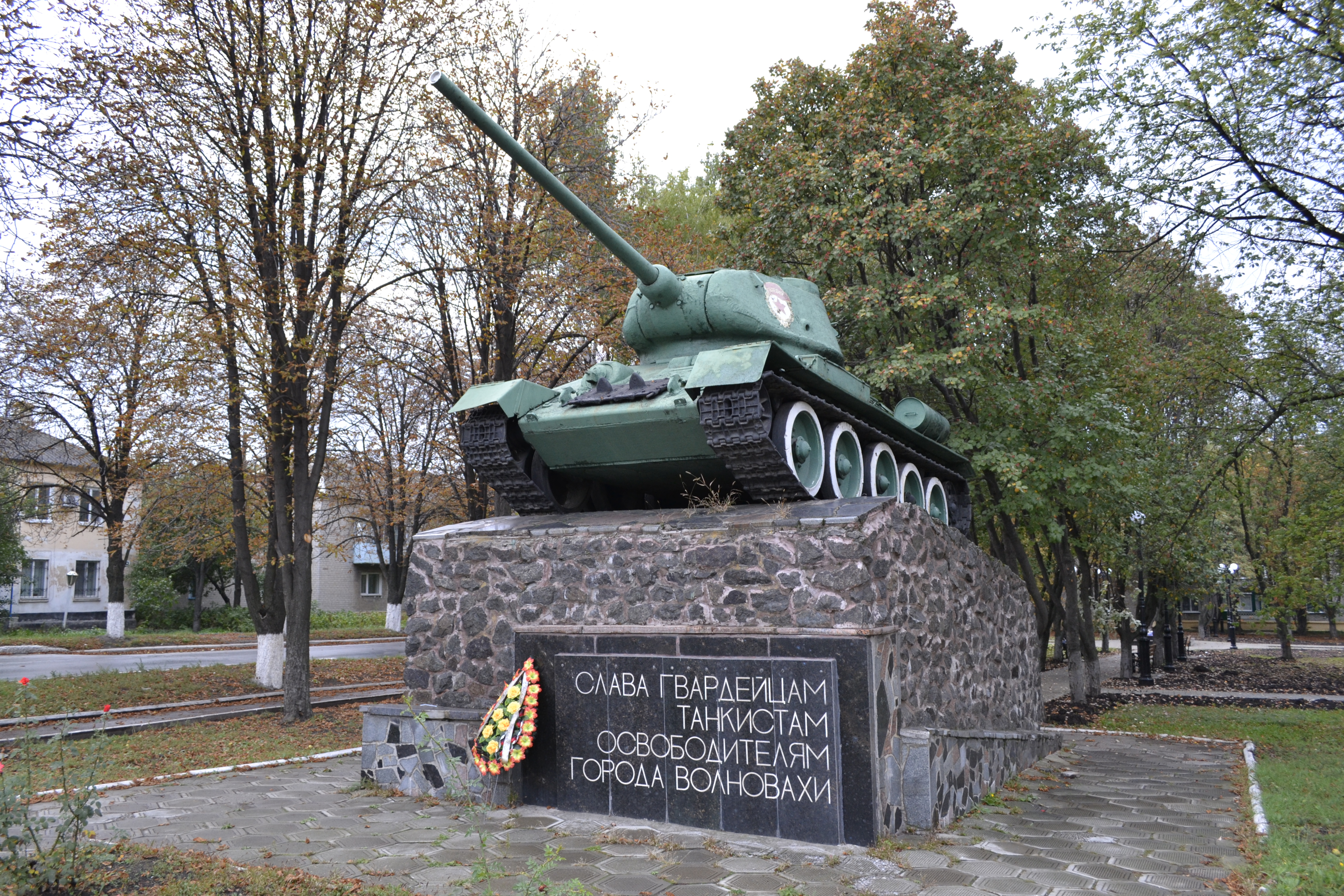
Monumento a la liberación tras la Segunda Guerra Mundial
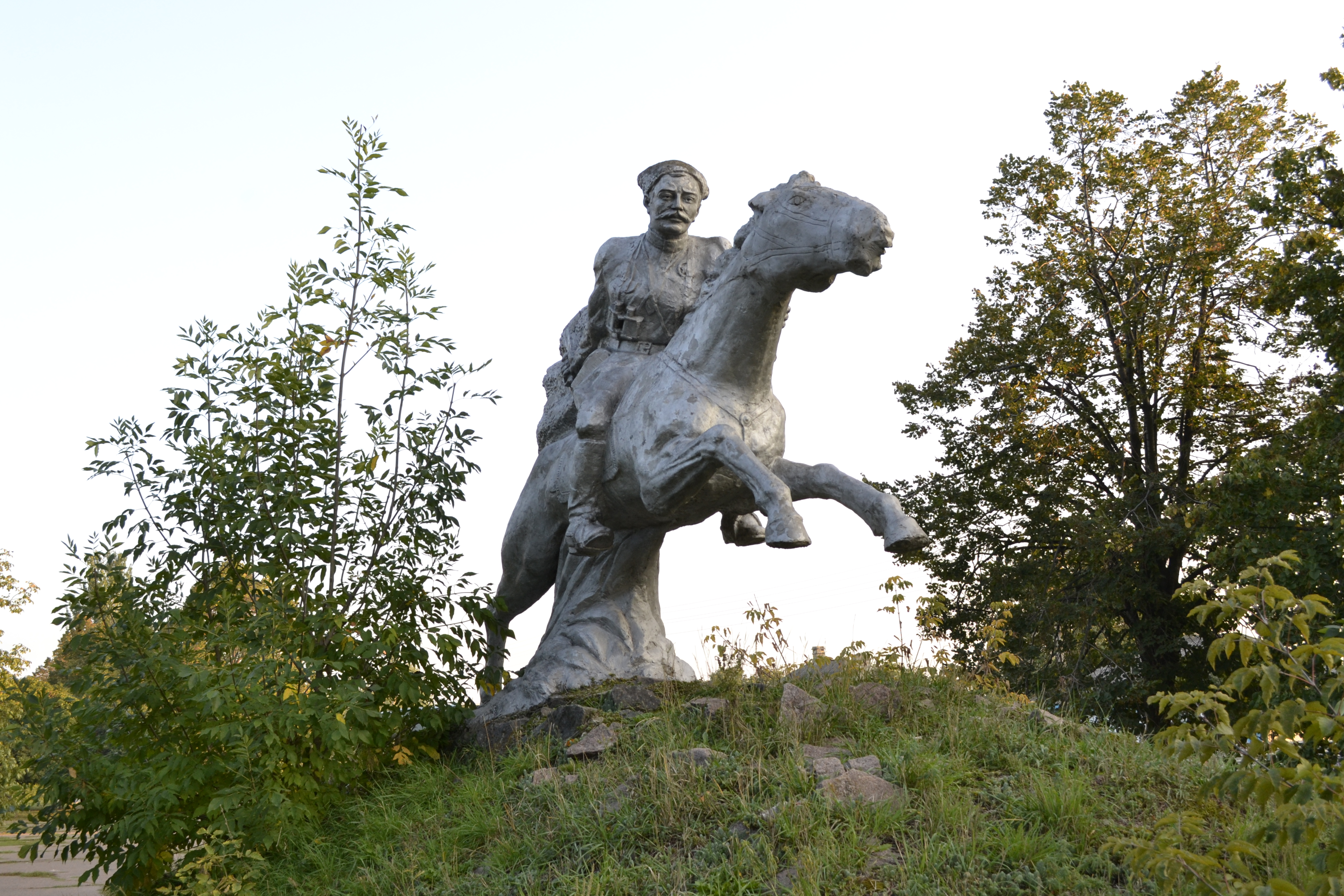
Monumento a Vasili Chapáyev
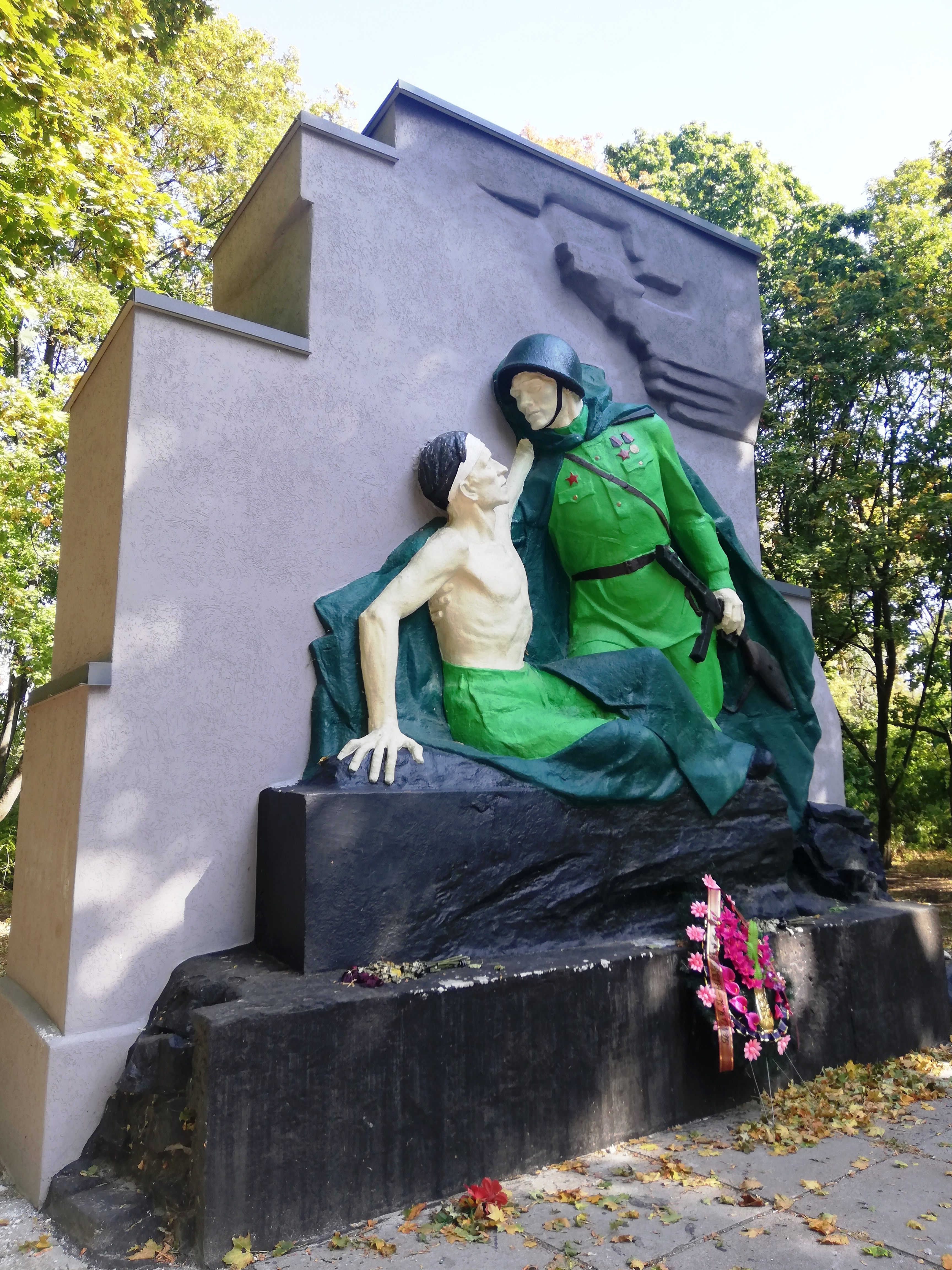
Monumento de la Segunda Guerra Mundial

## Personas ilustres
- Sergiy Bolbat (1993): futbolista ucraniano que juega de centrocampista.